# Unter anderen Umständen (Fernsehfilm)
Unter anderen Umständen ist ein deutscher Fernsehfilm von Judith Kennel aus dem Jahr 2006. Es handelt sich um die erste Folge der Krimiserie Unter anderen Umständen mit Natalia Wörner in der Hauptrolle.

## Handlung
Der drei Monate alte Felix Ahrens verschwindet aus dem Kinderwagen und trotz intensiver Suche wird er vier Tage später tot aufgefunden. Für Kommissarin Jana Winter ist dies eine emotional sehr belastende Situation, denn sie ist selbst gerade hoch schwanger. Laut Dienstvorschrift darf sie eigentlich nur Innendienst leisten, doch ist sie fest entschlossen, den Fall aufzuklären.
Nach routinemäßiger Klärung der Vaterschaft ist nicht, wie von der Mutter angegeben, ihr Freund Till Jensen der Vater. Dieser zeigt sich nicht weiter verwundert, als Jana Winter ihn mit dieser Tatsache konfrontiert. Susanne Ahrens eröffnet dann auf Nachfrage der Kommissarin, dass ein Ricky Rehberg der biologische Vater ihres Kindes sei, doch auch diese Angabe entspricht nicht der Wahrheit. Als nach der Obduktion des Babys feststeht, dass der Junge erstickt wurde, rückt Susanne Ahrens noch mehr ins Visier der Ermittlerin und sie gibt letztendlich zu, Felix tatsächlich selbst erstickt zu haben. Verzweifelt erklärt sie, dass ihr eigener Vater auch der Vater ihres Kindes ist. Sie hätte Angst bekommen, dass ihr Freund dies bei einem geplanten Vaterschaftstest herausfinden und sie ihn verlieren könnte.

## Hintergrund
Zum Zeitpunkt der Dreharbeiten war die Hauptdarstellerin Natalia Wörner selbst schwanger, was auf den Titel des Films Auswirkungen hatte. Anfänglich waren keine Fortsetzungen geplant.

## Kritiken
Rainer Tittelbach von Tittelbach.tv schrieb: Unter anderen Umständen ist „ein atmosphärisch dichtes, emotional spannendes Krimi-Drama, das die unter die Haut gehenden Themen mit einer eher kühlen Bildsprache kontrastiert und so einen reflexiven Grundton erzeugt.“
Die Kritiker der Fernsehzeitschrift TV Spielfilm werteten: „Komplexer Krimi mit dichter Atmosphäre, da fällt das etwas überkonstruierte Ende nicht so ins Gewicht.“ Fazit: „Die Geburt einer überzeugenden Serie.“
Bei Kino.de kam man zu dem Urteil: „Der Krimi lebt vor allem von der logischerweise sehr authentisch wirkenden Ermittlerin, die sich in ihren Fällen auch in Zukunft der harten sozialen Realität stellen soll.“